# Ella Wheeler Wilcox

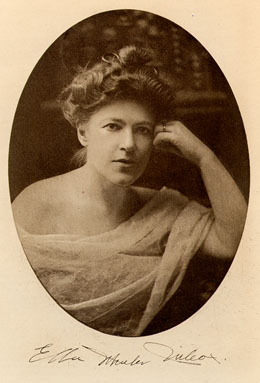
Ella Wheeler Wilcox

Ella Wheeler Wilcox (* 5. November 1850 in Johnstown, Wisconsin; † 30. Oktober 1919 in Short Beach, Connecticut) war eine US-amerikanische Schriftstellerin.

## Biografie
Ella Wheeler wurde als jüngstes von vier Kindern am 5. November 1850 auf einer Farm im ländlichen Johnstown, östlich von Janesville, im Bundesstaat Wisconsin geboren. Ihre Eltern waren der Landwirt und Musiklehrer Marcus Hatwell Wheeler und Sarah Pratt. Die in ärmlichen Verhältnissen lebende Familie zog bald darauf in die Hauptstadt Madison. Ella begann, unterstützt von ihrer Mutter, als Teenager mit dem Schreiben und ersten Veröffentlichungsversuchen eigener Gedichte. Nach ihrem Schulabschluss war sie bereits eine lokal bekannte Poetin.
1867 studierte sie ein Jahr an der Universität von Wisconsin, kam aber mit dem formalen Zugang des Studiums zur Literatur nicht zurecht. Im Alter von 28 Jahren heiratete sie den in der Silbergewinnung tätigen Geschäftsmann Robert Marius Wilcox. Zusammen hatten sie einen Sohn, der 1887 wenige Stunden nach der Geburt verstarb. Wilcox und ihr Ehemann beschäftigten sich in der Folge stark mit Theosophie, Spiritualismus und der Neugeist-Bewegung. Die Eheleute verreisten häufig und verbrachten Zeit in Connecticut und New York City.
Mit Anfang 30 erschienen Ellas Arbeiten in zahlreichen Zeitschriften wie dem Peterson’s, dem Waverly und dem United Monthly Magazine. Ihr literarischen Durchbruch gelang mit ihrem Gedichtband Poems of Passion, den ein Verleger in Chicago 1882 als „unmoralisch“ ablehnte. Der Vorgang breitete sich über die Lokalpresse in den gesamten USA aus. Ein anderer Verleger in Chicago ergriff die Gelegenheit, publiziert den Band und verkaufte in zwei Jahren 60.000 Exemplare der Liebesgedichte.
Früh in ihrer Ehe versprachen sich Ella und Robert, dass derjenige von ihnen, der zuerst sterben würde, zurückkommen und mit dem anderen kommunizieren sollte. Robert Wilcox starb 1916 und hinterließ Ella mit großem Kummer, der sich von Woche zu Woche, in denen sie keine Nachricht von ihm erhielt, verschlimmerte. Daraufhin reiste sie nach Kalifornien, um den Rosenkreuzer-Astrologen Max Heindel aufzusuchen, von dem sie sich Hilfe erwartete und eine Antwort darauf, warum sich ihr Mann mit ihr noch nicht in Verbindung gesetzt hatte.

Folgendermaßen berichtete sie von ihrem Treffen:
„Herr Heindel versicherte mir, dass ich mit dem Geist meines Ehemannes in Berührungen kommen würde, wenn ich lernte, meine Sorgen zu kontrollieren. Ich entgegnete, dass es mir sonderbar erschiene, dass ein allgegenwärtiger Gott keinen Lichtstrahl in eine leidende Seele senden könnte, wenn diese Überzeugung am meisten gebraucht würde. Standen sie jemals neben einem Teich mit klarem Wasser, fragte mich Herr Heindel, und sahen den Himmel und die Bäume sich darin spiegeln? Und warfen sie jemals einen Stein in diesen Teich und sahen ihn getrübt und in Unruhe sich befindlich <sic!>, sodass er keine Widerspiegelung gab? Doch der Himmel und die Bäume warteten da oben, um widergespiegelt zu werden, wenn die Wasser sich beruhigt haben würden. Genauso warten Gott und der Geist Ihres Ehemannes um sich Ihnen zu offenbaren, wenn die Verwirrungen der Sorgen sich gelegt haben.“
Einige Monate später dichtete sie ein bejahendes Gebet, welches sie immer und immer wieder wiederholte.
„Ich bin die lebendige Zeugin: Die Toten leben: Und sie sprechen durch uns und zu uns: Und ich bin die Stimme, die diese herrliche Wahrheit der leidenden Welt verkündet: Ich bin bereit, Gott: Ich bin bereit, Christus: Ich bin bereit, Robert.“
Nach ausgiebiger Meditation behauptete sie schließlich, Kontakt mit ihrem Mann gehabt zu haben, und dass ihre Seele nun beruhigt wäre.
Wilcox bemühte sich, der Welt okkulte Dinge nahe zu bringen. Ihre Arbeiten waren in der Neugeist-Bewegung populär, und bis 1915 erreichte ihr Büchlein What I Know About New Thought 50000 Kopien.

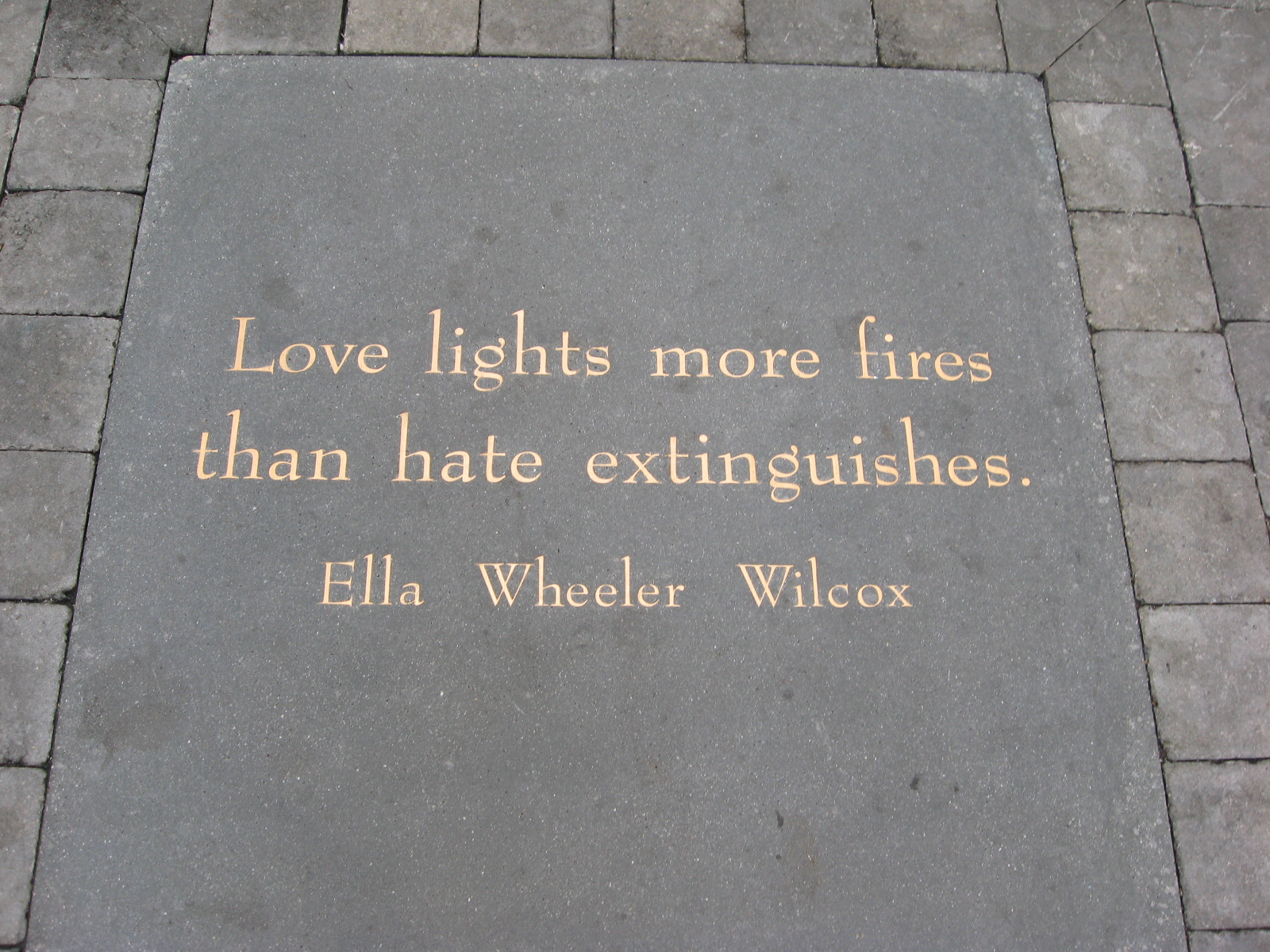
Wheeler Wilcox’ Gedichttafel in San Francisco

Das nachfolgende Zitat versinnbildlicht Wilcox’ Mischung von Neugeist-Bewegung, Spiritualismus und dem theosophischen Glauben an Wiedergeburt:
„Wie wir heute hier denken, handeln, und leben, so bilden wir die Strukturen unserer Heimstätten im geistigen Sinne, nachdem wir die Erde verlassen, und wir bilden das Karma späterer Leben, Tausende von Jahren vor uns, auf dieser Erde und anderen Planeten. Das Leben wird neue Würde annehmen und neue Interessen für uns bereitstellen, wenn wir zu der Erkenntnis gelangen, dass der Tod eine Fortsetzung des Lebens und der Arbeit ist, auf höheren Ebenen.“
Die letzten Worte ihrer Autobiografie The Worlds and I:
„Von diesem mächtigen Warenhaus (von Gott und der Hierarchie geistiger Wesen) mögen wir Wissen und Weisheit erlangen und Licht und Kraft erhalten, während wir durch den Vorbereitungsraum der Erde streifen, der nur einer der unzähligen Räume im Hause unseres Vaters ist. Bedenke diese Dinge.“

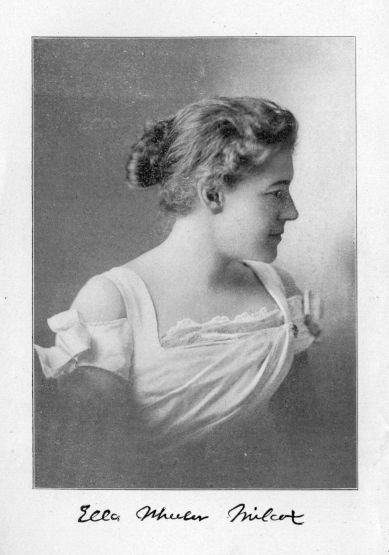
Ella Wheeler Wilcox

Ihre wohl bekanntesten Verse eröffnen ihr Gedicht Solitude:

Laugh and the world laughs with you,
Weep, and you weep alone;
The good old earth must borrow its mirth,
But has trouble enough of its own.
Lache, und die Welt lacht mit dir,
Weine, und du weinst alleine;
Die gute alte Erde muss sich ihre Freude borgen,
Aber hat genug eigene Sorgen.